# Klaus Lynggaard
Klaus Lynggaard (født 15. september 1956 på Christianshavn) er en dansk forfatter, kritiker, musiker og sanger. Han er særlig kendt for at have skrevet Martin og Victoria (1985), der blev hans gennembrudsroman. I 2024 vendte han efter 38 år tilbage til prosaen med romanen En færdig mand.

## Karriere
Født på Christianshavn og opvokset i Kokkedal. Søn af sygeplejerske Aase Lynggaard og keramiker og glaskunstner Finn Lynggaard har han to yngre søstre og en halvsøster.   
Han startede en skønlitterær praksis med debutdigtsamlingen Vinterkrig fra 1981, en retning, han fulgte de følgende syv år med digtsamlingerne Mørket vi træder på (1982), Begær (1983) og Røv og nøgler (1988) samt rejseskildringen Fluer og støv (1986). Parallelt med forfatterskabet skrev han rockkritik i Kristeligt Dagblad og spillede rockmusik i bands som Pop du Nord, Mental Midget og The Bellboys.   
Lynggaards egentlige gennembrud fik han i 1985 med Martin og Victoria, der i nogle sammenhænge bliver rubriceret som en ungdomsroman i stil med Klaus Rifbjergs Den kroniske uskyld. Bogen blev en uventet stor succes og indtjente mange penge til Lynggaard, der dog oparbejdede en stor skattegæld, som han sad fast i i mange år.
Den efterfulgtes året efter af Victorias år. I 1987 modtog Lynggaard Statens Kunstfonds 3-årige stipendium.  
I 1989 forsvandt han ud af billedet grundet et alkoholmisbrug, som han gik i behandling for ad flere omgange. Da han dukkede op igen i starten af 1990'erne, havde han lagt det skønlitterære på hylden til fordel for essayistik og kritik, og fra september 1992 tilknyttedes han Dagbladet Information som rockanmelder og skrev foruden om rock også  klummer.
Udsendte i 1996 essaysamlingen Febertid, der samme år indbragte ham Dan Turèll Medaljen (den gang Dan Turèll Prisen).
I 1998-2000 var Lynggaard chefredaktør på magasinet Blender. I årene 2001-2017 tilbage på Information, indtil han i 2018 tilknyttedes Weekendavisen, hvor han arbejdede frem til 2022. I januar 2023 forlod han avisen for at koncentrere sig om sit skønlitterære virke.
Modtog ved det Danske Akademis årsfest i 2012 Otto Gelsted Prisen for sine essayistiske bidrag til Dagbladet Information.
Genoptog sit skønlitterære virke i 2016 med Personfølsomme oplysninger. Digte og tekster om et år med kræft, der fik en positiv modtagelse af pressen.
I 2024 vendte han efter en pause på 28 år tilbage til prosaen med romanen En færdig mand, der blandt andet fik fem stjerner i Jyllands Posten.
Selvom Lynggaard havde været aktiv inden for musikken siden drengeårene, markerede han sig først som solist i 2005 med cd-albummet På herrens mark, hvis 14 sange fordeltes ligeligt mellem egne kompositioner og sange hentet hos kunstnere som Leonard Cohen, Troels Trier, Love Shop og Souvenirs. På pladen medvirkede et hav af musikere, og den indeholdt desuden duetter med Chili Turèll og Nanna. Den efterfulgtes i 2010 af albummet Tålt ophold, hvor han skrev sange sammen med navne som Nils Torp, Per Vers, Henrik Balling, Juncker og Kenneth Thordal. 
I anledning af 50-års fødselsdagen udsendtes i 2006 opsamlingsheatet Et kullet klarsyn, et tværsnit af Lynggaards skriverier for Dagbladet Information i perioden 1992-2006.
Han har også redigeret to antologier sammen med kollegaen Henrik Queitsch: Loaded (2004) om Lou Reed og Velvet Underground samt Changes. Tekster om David Bowie (2016). Og sammen med teologen Søren E. Jensen skrev han Værsgo. Den ultimative guide til Kim Larsens plader (2019).    
Redigerer samt skrevet forord til Dan Turèll: Medie Montager - Greatest Hits (2003).
Lancerede i 2017 sammen med Henrik Queitsch den roste podcast ”Rockhistorier” på heartbeats.dk., som november 2024 rundede afsnit 250.
Tilrettelagde i 2013 portrætserien Danske Musiklegender for DR-TV. I alt seks afsnit med samtaler med henholdsvis Peter Belli, Ib Glindemann, Bent Fabricius-Bjerre, Gitte Hænning, James Rasmussen og Povl Dissing.
Derudover har Lynggaard bidraget til utallige tidsskrifter, magasiner og antologier i ind- og udland. Oversat romaner af Charles Bukowski og Douglas Coupland samt en antologi om Tom Waits. Holdt hundredvis af oplæsninger og foredrag på landsplan samt i Sverige, Tyskland og Schweitz. Undervist på blandt andet på Vallekilde og Testrup Højskole, samt fungeret som konsulent for diverse forlag.

## Diskografi
Solo
- På herrens mark (CD, 2005)
- Tålt ophold (CD, 2010)

Quote Unquote
- Vespa (CD-EP, 1996);
- Når en mand må af sted (CD, 1996)

Med Strejfer
- Tiden går bort (CD + LP)

Med Mental Midget
- Somewhere In The Lovely Nowhere (Dobbelt-LP)
- Post-Psykedelisk Stress Syndrom (CD, 2006)